# Делово
Делово (на руски: Делово) е село в Селивановски район на Владимирска област в Русия. Влиза в състава на Новлянската селска община.

## География
Селото е разположено 4 км източно от центъра на общината, село Новлянка и на 11 км южно от районния център, работническото селище Красная Горбатка.

## История
В счетоводните книги от 1676 г., към Дубровската волост се споменава село Делово, в което има 10 селски стопанства и 1 отделно (бобилско), в края на 19 век в селото има 81 стопанства.
В края на 19 – началото на 20 век селото влиза в състава на Дубровската волост на Муромски уезд.
От 1929 г. селото влиза в състава на Новлянския селски съвет на Селивановски район.

## Население
| 1859 | 1897 | 1926 | 2010 г. |
| ---- | ---- | ---- | ------- |
| 486  | 579  | 976  | 86      |